# 新木優子
新木 優子（あらき ゆうこ、1993年（平成5年）12月15日 - ）は、日本の女優、ファッションモデル。スターダストプロモーション所属。

## 略歴
2004年、小学5年生時に原宿・竹下通りでスカウトされ現在の事務所に所属。デビュー当時は子供服のカタログモデルなどをしていた。
2008年5月、『錨を投げろ』（東京藝術大学大学院映像研究科制作）で映画初出演。その後、映画『青い鳥』（阿部寛主演）、『告白』や『嘘つきみーくんと壊れたまーちゃん』などに出演。
高校生の頃まではオーディションにもなかなか受からない日々を送っており、大学に進学した時に、この4年間で結果を出せなければ女優を諦めようと決めていた。
そんな中、2014年に雑誌『non-no』の専属モデルとなり、後に看板モデルにまで成長。同年にすかいらーくグループ「ガスト」のCM、2015年にはゼクシィの8代目CMガールに選ばれ注目を集めるようになり、10歳から既にこの仕事をしていたが「新人女優」として紹介される事が増え、新人のつもりで女優業に打ち込み始める。
2016年、FODにて配信されたドラマ『ラブラブエイリアン』で連続ドラマ初主演。
2017年には『CRISIS 公安機動捜査隊特捜班』に出演し、『コード・ブルー -ドクターヘリ緊急救命-3rd season』はオーディションを受け出演するなど、連続ドラマ4本にレギュラー出演。7月には1st写真集『ガールフレンド』を発表。8月にはファッションブランド「SLY」の2017-18年秋冬シーズンのイメージキャラクターに起用される。
2018年も1月期日本テレビ系日曜ドラマ『トドメの接吻』を始め注目ドラマに出演し、同年10月期フジテレビ系月9『SUITS/スーツ』に出演した後、翌2019年1月期フジテレビ系月9『トレース〜科捜研の男〜』にもヒロイン役で出演し、月9ドラマに2作連続で出演した。
2019年7月12日、ピクサー・アニメーション・スタジオ製作によるアメリカ合衆国のアニメーション映画『トイ・ストーリー4』で声優初挑戦。同年10月期フジテレビ系木曜劇場『モトカレマニア』で高良健吾とW主演を務め、地上波ドラマ初主演となる。
2020年2月、2018年からショーにも招待されてきたフランスのファッションブランド「DIOR」のジャパンアンバサダーに就任。同年10月期WOWOW・連続ドラマW『セイレーンの懺悔』でドラマ単独初主演。
2021年10月20日発売の12月号で、『non-no』の専属モデルを卒業。
2022年3月26日、公式YouTubeチャンネル『新木優子 / YUKO ARAKI』を開設。
2023年11月、株式会社スフィダンテのCM『スマホで写真年賀状2024』編において口パクで熱唱した。

## 人物
- 読書好きで、電子書籍よりも文庫本派[3]。高校時代は図書室によく通い、休み時間に読書をしているような生徒だった[19]。
- 旅行好きでもあり、公式YouTubeチャンネルでは「あらきあるき～jalan jalan～」と題して日本全国を旅する様子が動画に収められている[20]。
- ハロプロ好きということを公言しており[21][22][23]、モーニング娘。やこぶしファクトリーのコンサートに行ったり[24]、アンジュルムの舞台を観劇したりしている[25]。
- ハロプロ以外にも、ももいろクローバーZの路上ライブ時代からのファン[26]。ももクロのメンバーとは同じ事務所でグループが結成される前から一緒に演技レッスンを受けていた[6]。
- 谷まりあやemmaとも仲が良い。また、non-noモデルの後輩である渡邉理佐には“りっちゃん”と呼んで交流を持っており、渡邉が所属していた櫻坂46を卒業した際には、卒業コンサート参戦に加えてビデオメッセージを寄せた[27]。
- 中学生の時は吹奏楽部でトランペットを吹いていた[3]。
- お笑いコンビのアンタッチャブルを贔屓にしていると言い、2019年11月29日放送の『全力!脱力タイムズ』（フジテレビ）でタレントゲストとして出演した際に、芸人ゲストであるアンタッチャブルの柴田英嗣が同番組にレギュラー出演していることから「アンタッチャブルさんを見たいと思う」とコメントしたところ、番組終盤で司会の有田哲平が山崎弘也を登場させて約10年ぶりに柴田とのアンタッチャブル漫才を復活させるサプライズ演出を引き出すこととなった[28]。

## 出演

### 映画
- 錨を投げろ（2008年5月24日） - 主演・直美 役
- 青い鳥（2008年11月29日） - 片山舞 役
- 告白（2010年6月5日）[注 1]
- 嘘つきみーくんと壊れたまーちゃん（2011年1月22日） - 女子高生 役
- 少女たちよ（2011年）[注 2]
- スクールガール・コンプレックス〜放送部篇〜（2013年8月17日） - 江里口フタバ 役
- ゆるせない、逢いたい（2013年11月16日） - 橋本マリ 役
- 家族ごっこ 「佐藤家の通夜」「貧乳クラブ」（2015年8月1日） - 主演 役[注 3][29]
- 風のたより（2016年1月30日） - 主演・吉井くるみ 役[30][31]
- 泣き虫ピエロの結婚式（2016年9月24日） - 稲葉真紀 役[32]
- インターン!（2016年11月5日） - 主演・川倉晴香 役[33]
- 聖の青春（2016年11月19日） - ユキ 役
- 僕らのごはんは明日で待ってる（2017年1月7日） - ヒロイン・上村小春 役[34][35]
- 悪と仮面のルール（2018年1月13日） - ヒロイン・久喜香織 役[36]
- 劇場版 コード・ブルー -ドクターヘリ緊急救命-（2018年7月27日） - 横峯あかり 役[37]
- あのコの、トリコ。（2018年10月5日） - ヒロイン・立花雫 役[38]
- バスカヴィル家の犬 シャーロック劇場版（2022年6月17日） - ヒロイン・蓮壁紅 役[39]
- SEE HEAR LOVE ～見えなくても聞こえなくても愛してる～（2023年7月7日） - ヒロイン・相田響 役[40][41][42][注 4]
- 赤ずきん、旅の途中で死体と出会う。（2023年9月14日） - シンデレラ 役[43][44]
- キングダム 大将軍の帰還（2024年7月12日） - 摎 役[45]

### テレビドラマ
- リアル・クローズ 第7話（2009年11月24日、関西テレビ）
- ビットワールド（2011年2月11日 ‐ 18日、NHK Eテレ） - ニーナ 役
- ドラゴン青年団（2012年7月20日 - 9月28日、毎日放送） - ユカ 役
- 仮面ライダーウィザード 第34話 - 第35話（2013年5月5日 - 12日、テレビ朝日） - 清水千明 役
- いつかティファニーで朝食を（日本テレビ系） - 新井里沙 役[46]
  - Season1（2015年10月11日 - 2015年12月20日）
  - Season2（2016年1月10日 - 2016年3月27日）
- 監獄学園-プリズンスクール-（2015年10月26日 - 12月21日、毎日放送） - 横山杏子 役[47]
- 家売るオンナ（2016年7月13日 - 9月14日、日本テレビ） - 室田まどか 役
- CRISIS 公安機動捜査隊特捜班（2017年4月11日 - 6月13日、関西テレビ） - ヒロイン・大山玲 役[48]
- 100万円の女たち（2017年4月14日 - 6月30日、テレビ東京） - 開菜々果 役[49]
- コード・ブルー -ドクターヘリ緊急救命-（フジテレビ） - 横峯あかり 役[50]
  - 3rd season（2017年7月17日 - 9月18日）
  - もう一つの日常（2018年7月24日〔23日深夜〕 - 28日〔27日深夜〕）
  - 特別編 -もう一つの戦場-（2018年7月28日）
- 重要参考人探偵（2017年10月20日 - 12月8日、テレビ朝日） - ヒロイン・早乙女果林 役[51]
- トドメの接吻（2018年1月7日 - 3月11日、日本テレビ） - ヒロイン・並樹美尊 役[52]
- チア☆ダン（2018年7月13日 - 9月14日、TBS） - 藤谷あおい 役[53]
- SUITS/スーツ （フジテレビ） - ヒロイン・聖澤真琴 役
  - SUITS/スーツ（Season1）（2018年10月8日 - 12月17日）[54]
  - SUITS/スーツ2（Season2）（2020年4月13日 - 10月19日）
- トレース〜科捜研の男〜（2019年1月7日 - 3月18日、フジテレビ） - ヒロイン・沢口ノンナ 役[55]
- モトカレマニア（2019年10月17日 - 12月12日、フジテレビ） - 主演・難波ユリカ 役（高良健吾とのダブル主演）[56]
- アメリカに負けなかった男〜バカヤロー総理 吉田茂〜（2020年2月24日、テレビ東京） - ヒロイン・麻生和子 役[57]
- セイレーンの懺悔（2020年10月18日 - 11月8日、WOWOWプライム） - 主演・朝倉多香美 役[15]
- ボクの殺意が恋をした（2021年7月4日 - 9月12日、日本テレビ） - ヒロイン・鳴宮美月 / 葉山葵 役[58]
- 六本木クラス（2022年7月7日 - 9月29日、テレビ朝日） - ヒロイン・楠木優香 役[59][60]
- ガリレオ 禁断の魔術（2022年9月17日、フジテレビ） - ヒロイン・牧村朋佳 役[61]
- 単身花日（2023年10月14日 - 12月9日、テレビ朝日） - ヒロイン・武田花 役[62]
- さよならマエストロ〜父と私のアパッシオナート〜（2024年1月14日 - 3月17日、TBS） - 倉科瑠李 役[63]
- DOPE 麻薬取締部特捜課（2025年7月4日 - 、TBS） - 綿貫光 役[64][65]

### オリジナルビデオ
- 怖譚 -コワタン-（2013年）

### 劇場アニメ
- 100日間生きたワニ（2021年7月9日、東宝） - ヒロイン・センパイ 役[66]

### 吹き替え
- トイ・ストーリー4（2019年7月12日、ピクサー・アニメーション・スタジオ） - ギャビー・ギャビー 役[12]

### テレビ番組
- 1個だけイエロー（2016年4月 - 2017年3月、メ〜テレ） - 女性MC（2代目）
- ザ・ベストワン 第3弾（2020年9月26日、『お笑いの日2020』内、TBS） - MC（笑福亭鶴瓶、今田耕司と担当）[67]
- 新木優子のjalan jalan～あらきあるき～（2022年より不定期。MBS）

### CM
- NTTドコモ「応援学割」（2011年2月 - ）
- カルピス「フルーツパーラー」（2013年3月 - ）
- すかいらーく「ガスト」
  - 秋のプレミアムフェア（2014年9月 - ）[68]
  - フレッシュアボカドフェア（2015年3月 - ）
  - ミスジステーキフェア（2015年5月 - ）
  - 新・日替わりランチ（2016年3月 - ）※厚切りジェイソンと共演
  - チーズインハンバーグ（2017年5月 - ）
- 日産自動車「デイズ」（2014年12月 - ）
- ハウス食品「おとなのとんがりコーン」（2015年1月 - ）[69]
- リクルート『ゼクシィ』ゼクシィ8代目CMガール（2015年5月 - ）[70]
  - プロポーズされたら、ゼクシィ「愛を叫べ」篇[71]
- クラシエホームプロダクツ「いち髪」（2015年3月 - ）[72]
- au「Hello, New World.」（2015年8月 - ）[73]
- ハウスメイト（2015年）[74]
- エーザイ
  - チョコラBB（2016年5月 - ）[75]
  - チョコラBBローヤル2（2016年5月 - ）[76]
- ABCマート 明日も履きたくなるフィットサンダル NUOVO ヌオーヴォ（2017年6月）
- キリンビバレッジ「午後の紅茶」（2018年6月）[77]
- 明治「オリゴスマートミルクチョコレート」
  - 「チョコレートが好きだ」篇（2019年2月26日 - ）[78]
  - 「オリゴ糖の唄」篇（2020年4月7日 - ）[79]
- Paidy「新木優子もPaidy」（2019年2月1日 - ）[80]
- ユニクロ
  - ハイライズストレートジーンズ（2019年2月 - ）[81]
  - UNIQLO UV CUT COLLECTION（2019年3月 - ）[82]
- スフィダンテ「スマホで写真年賀状 2020」（2019年12月13日 - ）[83]
- ニベア花王 ニベアフェイスウォッシュ ミルキークリア洗顔料
  - 「私はミルク派」篇（2019年10月16日 - ）
  - 「夏ニベア宣言」篇（2020年2月26日 - ） - 共演：田中みな実
  - 「ニベアサン 高密着ケア」篇（2020年2月29日 - ）[84]
- ZOZO ZOZOCOSME（2021年3月 - ）[85]
- アサヒビール
  - アサヒ ザ・レモンクラフト（2021年7月 - ）[86]
  - アサヒ ザ・カクテルクラフト（2022年1月 - ）[87]
- I-ne DROAS（ドロアス）（2021年10月11日 - 、九州で先行オンエア）[88]
- アイセイ EverColor1day（2023年3月28日 - ）[89]
- 東京シティ競馬
  - 「TCK2023 光よ、駆けろ。東京スプリント」篇（2023年4月12日 - ） - 共演：福士蒼汰[90]
  - 「TCK2023 光よ、駆けろ。帝王賞」篇（2023年6月21日 - ） - 共演：福士蒼汰[91]
  - 「JBC2023 高鳴れ、JBC。Road to JBC」篇「JBC2023 高鳴れ、JBC。」篇（2023年9月27日 - ） - 共演：福士蒼汰[92]
- プレミアアンチエイジング「デュオ ザ クレンジングバーム」
  - 「DUO YOUR BEST」篇（2023年11月8日 - ）[93][94]
- 湖池屋
  - 「湖池屋プライドポテト」
    - 「もう夢中になることなんて ないと思っていた。2人の出会い」篇 「もう夢中になることなんて ないと思っていた。神のり塩」篇 「もう夢中になることなんて ないと思っていた。ぞっこん岩塩」（2024年2月14日 - ） - 共演：山﨑賢人[95]
    - 「食べます?」篇 「結婚式のあと」篇（2024年11月2日 - ） - 共演：山﨑賢人[96]
    - 「渚の夢中」篇（2025年2月17日 - ） - 共演：山﨑賢人[97]
    - 「夢中になるポテチ 夢中の理由」篇（2025年4月1日 - ） - 共演：山﨑賢人[97]
    - 「ムチュウ人」篇（2025年5月 - ） - 共演：山﨑賢人[97]

  - 「ランチパイ」
    - 「昼コレ」篇（2024年3月26日 - ）[98]
    - 「スキマランチ」篇（2024年11月18日 - ）[99]
- アイセイ「EverColor1day」シリーズ
  - 「瞳、全方位カワイイ」篇（2024年7月2日 - ）[100]
- TULLY'S COFFEE
  - 「わたしのお気に入り」篇（2024年9月11日 - ）[101]
- ハーゲンダッツジャパン「玉露」
  - 「玉露」篇（2025年7月22日 - ）[102]
- ヴィークレア「THERATIS」
  - 「夢見る美しさ」篇（2025年7月23日 - ）[103]

### PV
- 森山直太朗「太陽のにほひ」（2007年8月8日）
- D-51「Lady Don't Cry」（2009年10月28日）
- universe「echoes」（2010年8月4日）
- Love「Someday Again〜また会う日まで〜」（2011年5月11日）
- YU-A「ごめんね、ママ」（2011年9月7日）
- suzumoku「真面目な人」（2011年11月9日）
- ハジ→「for YOU。」（2013年7月17日）[104]
- Galileo Galilei「Mrs. Summer」（2014年10月1日）[105]
- BTOB「未来（あした）」（2015年3月17日 - ）
- ケツメイシ「僕らのために…」（2016年）[106]
- Nissy「トリコ」（2018年8月24日）
- Vaundy「花占い」（2021年7月5日）[107]

### 広告
- 京都きもの友禅カタログ（2011年）
- バロックジャパンリミテッド 「SLY」（2017年8月 - ）[注 5][10]
- アイセイ 「EYE GENIC by EverColor」（2018年2月1日 - ）[注 6][108]
- ワールドパーティー 「w.p.c」（2018年2月1日 - ）[注 7][109]
- ディオール ファッション ジャパンアンバサダー（2020年2月26日[110]
- パルファン・クリスチャン・ディオール・ジャポン「Road to Creation」（2022年1月4日 - ）[111]

### ネット配信
- OCNゲーム 電脳世記マガジンOG 濃・昔話号 VOL.36（2009年7月）[注 8]
- 中央カレッジグループ インフォマーシャル「My way!My dream!」（2010年6月） - ユウナ 役
- ラブラブエイリアンシリーズ（FOD） - 主演・石橋園美 役
  - ラブラブエイリアン（2016年7月12日 - 2021年7月11日）[注 9]
  - ラブラブエイリアン2（2017年10月31日 - 2018年10月30日）[注 10]
- カネボウ化粧品 suisai[注 11]
  - 「わたしのままで」（2017年9月5日 - ）
  - 「毎日、ていねいに」（2018年4月16日 - ）
  - 「毎日、思ってた」（2018年9月3日 - ）
- ボクの殺意が恋する前（2021年7月25日 - 9月12日、Hulu） - ヒロイン・鳴宮美月 役[113]
- 単身花盛り 花の男 - 片山直哉 第1話（2023年10月14日、TELASA） - 武田花 役[114]
- 不都合な記憶（2024年9月27日配信予定、Amazon Prime Video） - ヒロイン・マユミ 役[115]

### ランウェイ
- 東京ガールズコレクション
  - 東京ガールズコレクション 2015 SPRING/SUMMER（2015年2月28日、国立代々木競技場第一体育館）[116]
  - 東京ガールズコレクション 2015 AUTUMN/WINTER（2015年9月27日、国立代々木競技場第一体育館）[117]
  - 東京ガールズコレクション 2016 SPRING/SUMMER（2016年3月19日、国立代々木競技場）[118]
  - 東京ガールズコレクション 2016 AUTUMN/WINTER（2016年9月3日、さいたまスーパーアリーナ）[119]
  - 東京ガールズコレクション 2017 SPRING/SUMMER（2017年3月25日、国立代々木競技場第一体育館）[120]
  - 東京ガールズコレクション 2018 SPRING/SUMMER（2018年3月31日、横浜アリーナ）[121]
- GirlsAward
  - GirlsAward 2014 AUTUMN/WINTER（2014年10月1日、国立代々木競技場第一体育館）[122]
  - GirlsAward 2015 SPRING/SUMMER（2015年4月29日、国立代々木競技場第一体育館）[123]
  - GirlsAward 2015 AUTUMN/WINTER（2015年10月24日、国立代々木競技場第一体育館）[124]
  - GirlsAward 2016 SPRING/SUMMER（2016年4月9日、国立代々木競技場第一体育館）[125]
  - GirlsAward 2016 AUTUMN/WINTER（2016年10月8日、国立代々木競技場第一体育館）[126]
  - GirlsAward 2017 SPRING/SUMMER（2017年5月3日、国立代々木競技場第一体育館）[127]
  - GirlsAward 2017 AUTUMN/WINTER（2017年9月16日、幕張メッセ）[128]
  - GirlsAward 2018 SPRING/SUMMER（2018年5月19日、幕張メッセ）[129]

### イベント
- メンズノンノフェス2016（2016年11月10日）[130]
- 新木優子 First Fan Event!!-ゆんぴょ応援隊集まれ!-（2019年3月21日、東京国際フォーラム ホール C）[131]

## 書籍

### 雑誌
- non-no（2014年1月20日 - 2021年10月1日、集英社） - 専属モデル
- JELLY（2020年1月号、2020年12月号、ほか）表紙写真
- SPRiNG（2020年1月号、2020年7月号、2022年3月号、ほか）表紙写真
- 東京カレンダー（2020年5月号、2022年9月号、ほか）表紙写真
- ar（2019年4月号、2020年6・7月合併号、2021年2月号、2021年12月号、2022年9月号）表紙写真
- sweet（2019年12月号、2020年6月号、2021年7月号、2022年6月号、2022年10月号）表紙写真
- 25ans（2021年10月号、2022年10月号、2023年4月号、ほか）表紙写真
- ELLE（2022年4月号、2023年4月号、ほか）表紙写真

### 著書
- 新木優子 photo book first.（2015年12月16日、双葉社）ISBN 978-4-575-30978-2
- 新木優子ビューティスタイルブック 新木式（2021年3月19日、集英社）ISBN 978-4-08-790030-9

### 写真集
- ガールフレンド YUKO ARAKI（2017年7月18日、SDP、撮影：熊木優）ISBN 978-4-906953-47-9[132]
- honey YUKO ARAKI（2019年12月15日、SDP、撮影：黒沼 諭）ISBN 978-4-906953-75-2

### カレンダー
- 新木優子オフィシャルカレンダー2015（2014年11月下旬、SPD）
- 新木優子オフィシャルカレンダー2016.4-2017.3（2016年3月30日、SPD）ASIN B076WZC9FQ
- 新木優子オフィシャルカレンダー2018.4-2019.3（2018年3月26日、SDP）ASIN B079T26D7D
- 新木優子オフィシャルカレンダー2019.4-2020.3（ポスターカレンダー / デスクカレンダー）（2019年3月16日、SDP）[131]

## 受賞歴
- 第8回コンフィデンスアワード・ドラマ賞（2017年4月期）新人賞（『CRISIS 公安機動捜査隊特捜班』KTV／CX系、『100万円の女たち』TX系）[133]
- 第38回 ベストジーニスト 一般選出部門[134]